# Taiwani yoshimotoi
Taiwani yoshimotoi là một loài bướm đêm thuộc họ Erebidae. Nó được tìm thấy ở Đài Loan.
Con trưởng thành bay in tháng 4 và tháng 8. It probably occurrs in several generations.
Sải cánh dài 12–15 mm. Cánh trước khá hẹp và dài..